# Ana Teixeira (Miss Portugal)
Ana Teixeira (Gondomar, 25 de outubro de 2002) é uma modelo e concurso de beleza portuguesa, que se juntou ao concurso Miss Portugal 2021 e terminou em 3.ª colocada.

## Biografia
Teixeira nasceu e vive em Gondomar. É estudante de Farmácia na Escola Superior de Saúde do Porto. Uma das paixões de Ana é dançar e ela dança desde os 5 anos de idade. 
A 11 de setembro de 2021, Teixeira entrou no concurso Miss Portugal 2021. Ela ficou em 3.ª colocada e perdeu a vencedora Lidy Alves.